# Rugiloricus
Rugiloricus é um gênero de pequenos animais marinhos do filo Loricifera.

## Espécies
- Rugiloricus carolinensis Higgins e Kristensen, 1986
- Rugiloricus cauliculus Higgins e Kristensen, 1986
- Rugiloricus ornatus Higgins e Kristensen, 1986
- Rugiloricus polaris Gad e Arbizu, 2005